# Раджбари (округ)
Раджбари (бенг. রাজবাড়ী জেলা, англ. Rajbari District) — округ в центральной части Бангладеш, в области Дакка. Образован в 1984 году из части территории округа Джессор. Административный центр — город Раджбари. Площадь округа — 1119 км². По данным переписи 2001 года население округа составляло 940 360 человек. Уровень грамотности взрослого населения составлял 26,4 %, что значительно ниже среднего уровня по Бангладеш (43,1 %). 86,73 % населения округа исповедовало ислам, 13,12 % — индуизм.

## Административно-территориальное деление
Округ состоит из 5 подокругов (upazilas):
1. Раджбари-Садар (Раджбари)
2. Балиаканди (Балиаканди)
3. Гоаландагхат (Гоаланда)
4. Пангша (Пангша)
5. Калокхали (Калокхали)